# 黄鉛
黄鉛（おうえん）とは、クロム酸鉛を主成分とする黄色の顔料である。クロムイエロー (chrome yellow)、クロム黄と呼ばれる。Colour Index Generic Nameは Pigment Yellow 34 である。
化学式は PbCrO4である。Pb(SCr)O4は緑がかった黄鉛であり、PbO・PbCrO4 は赤がかった黄鉛である。純粋な PbCrO4 から構成される黄鉛は鮮黄を呈する。
安価で隠蔽力が大きいが、六価クロム及び鉛を含んでいるため、有毒で日光及び硫化水素によって黒変するのが欠点である。また、耐アルカリ性や耐熱性も中程度である。そのため今日では殆どの用途において黄色有機顔料に代替されている。ただ黄色顔料のなかではジンククロメート（亜鉛黄、ジンクイエロー）と並んで生産量が多く、日本産業規格 (JIS) では黄鉛はジンククロメートとともに統一規格の対象として規定している12品目の顔料の1つとなっている。黄鉛は一般の黄色塗料のほか防錆塗料にも使われている。
なお一般の無機顔料のクロムグリーンは黄鉛と紺青の混合物を指す。

## R：255 G：167 B：0のクロムイエロー
R：255 G：167 B：0のクロムイエローはオレンジ色やセレクティブイエローに近い色で純色の一種。